# Sven-Olof Wagelin
Sven Wagelin-Challis, född Sven-Olof Vagelin 15 mars 1954 i Berg, Jämtlands län, är en svensk skådespelare.

## Biografi
Sven Wagelin-Challis studerade vid Statens scenskola i Stockholm 1981–1984. Han bytte namn 1986 när han gifte sig med Jeanette Challis och tog hennes efternamn. Wagelin-Challis har verkat som frilansare och arbetat på olika regionteatrar och fria grupper. Från 2000 är han knuten till Dockteatern Tittut i Stockholm, och från 2008 är han konstnärlig ledare för teatern. Wagelin-Challis har även tillhört Kungliga Operans konstnärliga team som librettist och regissör. Han är också ordförande och verksamhetsansvarig för Svenska Kulturcentret Lendas Kreta.

## Teater

### Roller (ej komplett)
| År   | Roll               | Produktion                        | Regi                    | Teater                 |
| ---- | ------------------ | --------------------------------- | ----------------------- | ---------------------- |
| 1983 |                    | Rosornas krig William Shakespeare | Elisabeth G. Söderström | Stockholms stadsteater |
| 1989 | Marco              | Utsikt från en bro Arthur Miller  | Rudolf Penka            | Fria Teatern           |
| 2011 | Erik Saties insida | Under hatten Sven Wagelin-Challis | Jeanette Challis        | Dockteatern Tittut     |

- Greve Almaviva i Figaros bröllop, Dalateatern
- Sonen i Sex roller söker en författare, Slutproduktion Scenskolan
- Claude Debussy i Mera musik pappa!, Dockteatern Tittut
- Greven i Jeppe på berget, Regionteatern Blekinge Kronoberg
- Kaptenen i Girls in space, SPOOK
- Mannen i Nödutgång, barbieQ performing art group

### Regi (ej komplett)
| År   | Produktion                             | Upphovsmän                               | Teater                          |
| ---- | -------------------------------------- | ---------------------------------------- | ------------------------------- |
| 1990 | Dummerjöns Klods-Hans                  | H.C. Andersen Bearbetning Roland Hedlund | Fria Teatern                    |
| 2010 | Gossen och kärleken till tre apelsiner | Sven Wagelin-Challis och Leif Hultquist  | Kungliga Operan                 |
| 2013 | Boj och Den Arge                       | Sven Wagelin-Challis                     | Dockteatern Tittut/ Riksteatern |
| 2014 | Beatrix värld                          | Sven Wagelin-Challis                     | Dockteatern Tittut              |

## Filmografi (urval)
- Den allvarsamma leken, Pantlånaren
- Styckmordet, SVT, Kommissarie
- Skärgårdsdoktorn, öbo, SVT
- Julsketcher, pappan, TV4
- Ronny och Ragge Pökpåsefabriken, mobilförsäljare
- Clark Kent, producenten, SVT
- Tre kronor , trixig kund, Tv4
- Vänner och fiender, arg träarbetare, Tv3
- Panik i butiken,  ung man, SVT
- Den gröna filmen, M Escargot
- Mosaiktrailer, Tv-teknikern, SVT

plus ett otal informations och reklamfilmer.

### Något annat i urval
- Ett fall för Bergström, dramatiserad informationsvideo för TBV.

## Annan verksamhet
- Verksamhetsledare för Svenska Kulturcentret Lendas Kreta.